# Henri Chammartin
Henri Chammartin (* 30. Juli 1918 in Chavannes-sous-Orsonnens; † 30. Mai 2011 in Bern) war ein Schweizer Dressurreiter und Olympiasieger.

## Laufbahn
Chammartin wurde 1918 als Sohn einer landwirtschaftlich tätigen Familie in Chavannes-sous-Orsonnens im Schweizer Kanton Freiburg geboren. Er absolvierte die Feldartillerie-Rekrutenschule, anschliessend ging er zur Regie-Anstalt Thun. Hier war er als Bereiter-Aspirant tätig. Nachfolgend, von 1949 bis zu seiner Pensionierung, war Henri Chammartin bei der Eidgenössischen Militärpferdeanstalt in Bern als Bereiter tätig.
In diese Zeit fallen Chammartins grosse sportliche Erfolge. Zwischen 1952 und 1968 gewann er insgesamt fünf olympische Medaillen (davon zwei Silber und zwei Bronze mit der Equipe) und fünfmal den Europameistertitel. Den grössten Erfolg seiner Karriere erreichte Henri Chammartin an den Olympischen Spielen 1964, als er auf seinem legendären Pferd Woermann den Olympiasieg errang.
Bereits ein Jahr zuvor hatte er bei den ersten Europameisterschaften der Dressurreiter mit Wolfdietrich und Woermann die Gold- und Bronzemedaille gewonnen. Zwei Jahre später gewann er mit Wolfdietrich erneut Einzelgold bei den Europameisterschaften 1965. Er gilt aufgrund dieser Erfolge als einer der erfolgreichsten Dressurreiter. Seine internationale sportliche Karriere als Dressurreiter beendete er bereits 1968 nach den Olympischen Spielen in Mexico. Dort hatte er mit der Schweizer Mannschaft nochmals Mannschaftsbronze gewonnen. 1969 gewann er mit Oreillard die Schweizer Meisterschaft.
Nach seiner Pensionierung zog er mit seiner Ehefrau in ein Bauernhaus, wo er Kleintiere hielt und vereinzelt auch noch Reitunterricht gab. Im Jahr 2002 zog er wieder nach Bern. Ab 2009 lebte er hier in einem Seniorenheim, wo er am 30. Mai 2011 im Alter von 92 Jahren starb.

## Auszeichnungen
- Sportler des Jahres 1964